# Brantford Alexanders
Die Brantford Alexanders waren eine kanadische Eishockeymannschaft aus Brantford, Ontario. Das Team spielte von 1978 bis 1984 in einer der drei höchsten kanadischen Junioren-Eishockeyligen, der Ontario Hockey League (OHL).

## Geschichte
Die Hamilton Fincups wurden 1978 nach Brantford, Ontario, umgesiedelt und in Brantford Alexanders umbenannt. Das Team wurde nach dem Erfinder Alexander Graham Bell benannt, der einen Teil seines Lebens in der Umgebung von Brantford verbrachte. Zunächst spielten die Alexanders zwei Jahre lang in der Ontario Hockey Association, ehe sie 1980 in deren Nachfolgeliga, die Ontario Hockey League, aufgenommen wurden.
Nachdem Brantford in der Saison 1978/79 noch die Playoffs verpasst hatte, erreichte es diese anschließend fünf Mal in Folge, wobei man nie weiter als bis ins Conference-Halbfinale kam, in dem die Mannschaft in der Saison 1979/80 den Windsor Spitfires unterlag.
Nach sechs Jahren wurde das Franchise 1984 wieder nach Hamilton, Ontario, umgesiedelt, wo es anschließend unter dem Namen Hamilton Steelhawks in der OHL aktiv war.

## Ehemalige Spieler
Folgende Spieler, die für die Brantford Alexanders aktiv waren, spielten im Laufe ihrer Karriere in der National Hockey League:
- Perry Anderson
- Bruce Bell
- Allan Bester
- Mark Botell
- Mike Bullard
- Shayne Corson
- Tony Curtale
- Dean Defazio
- Daryl Evans
- Dave Gagner
- Len Hachborn
- Dave Hannan
- Mike Hoffman
- Mark Hunter
- Jeff Jackson
- Randy Ladouceur
- Jason Lafrenière
- Rick LaFerriere
- Mike Lalor
- Kevin LaVallée
- Paul Marshall
- Mike Millar
- Ric Nattress
- Mark Plantery
- Bob Probert
- Chris Pusey
- Steve Smith
- Greg Terrion
- Rick Wamsley

## Team-Rekorde

### Karriererekorde
Spiele: 243  Rich Goodfellow
Tore: 156  Mike Bullard
Assists: 200  Mike Bullard
Punkte: 356   Mike Bullard
Strafminuten: 486  Tony Curtale